# Olivskålar
Olivskålar (Chlorencoelia) är ett släkte av svampar. Enligt Catalogue of Life ingår Olivskålar i familjen Hemiphacidiaceae, ordningen disksvampar, klassen Leotiomycetes, divisionen sporsäcksvampar och riket svampar, men enligt Dyntaxa är tillhörigheten istället familjen Helotiaceae, ordningen disksvampar, klassen Leotiomycetes, divisionen sporsäcksvampar och riket svampar.
|               | Didymascella                                                                      |
|               |                                                                                   |
|               | Rhabdocline                                                                       |
|               |                                                                                   |
|               | Heyderia                                                                          |
|               |                                                                                   |
|               | Sarcotrochila                                                                     |
|               |                                                                                   |
|               | Korfia                                                                            |
|               |                                                                                   |
| Chlorencoelia | \| \| Chlorencoelia torta \| \| \| \| \| \| Chlorencoelia versiformis \| \| \| \| |
|               | \| \| Chlorencoelia torta \| \| \| \| \| \| Chlorencoelia versiformis \| \| \| \| |
|               | Fabrella                                                                          |
|               |                                                                                   |
|               | Rhabdogloeum                                                                      |
|               |                                                                                   |
|               | Meria                                                                             |
|               |                                                                                   |
|               | Chlorencoelia torta                                                               |
|               |                                                                                   |
|               | Chlorencoelia versiformis                                                         |
|               |                                                                                   |

|  | Chlorencoelia torta       |
|  |                           |
|  | Chlorencoelia versiformis |
|  |                           |

## Källor

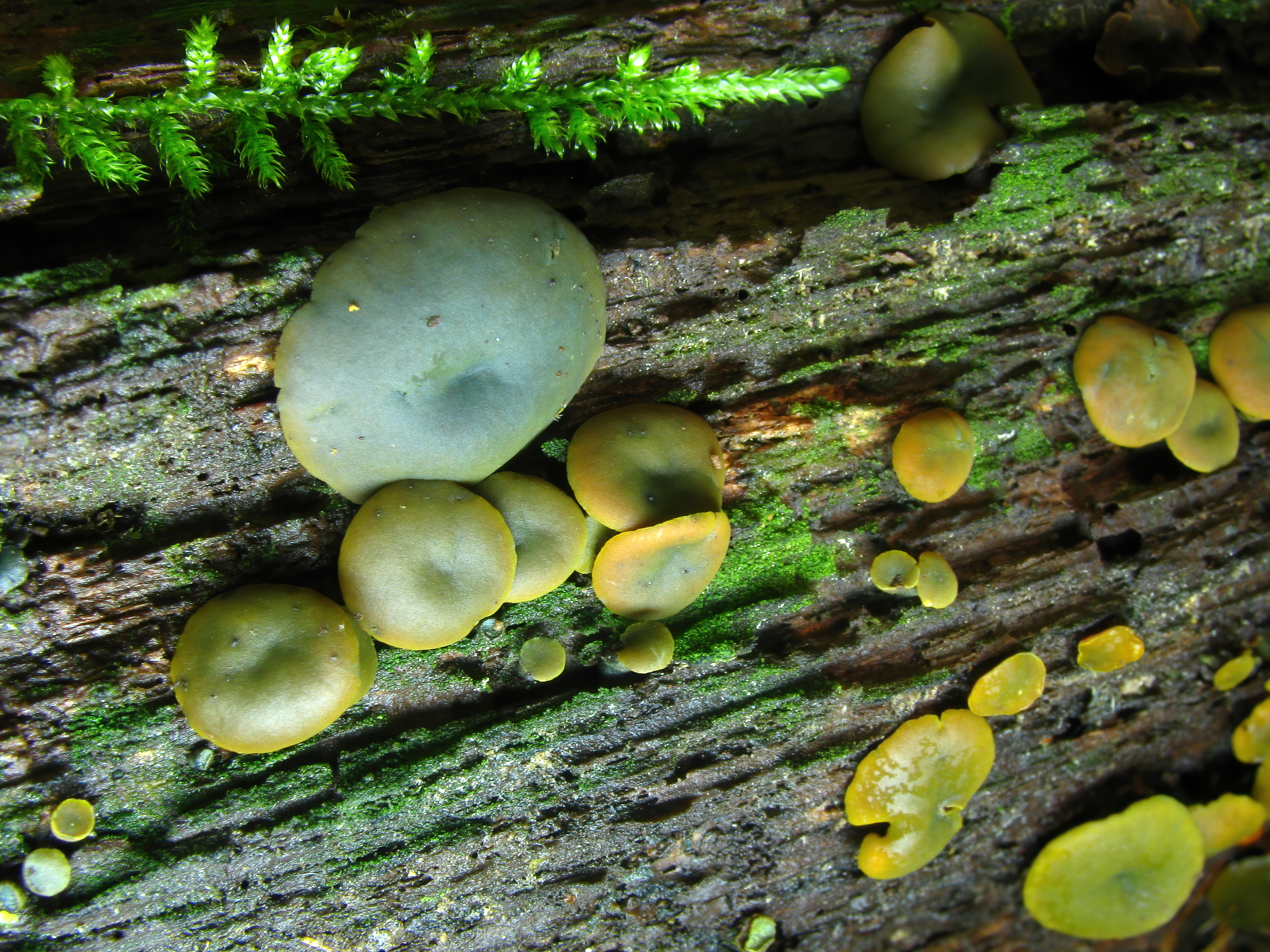
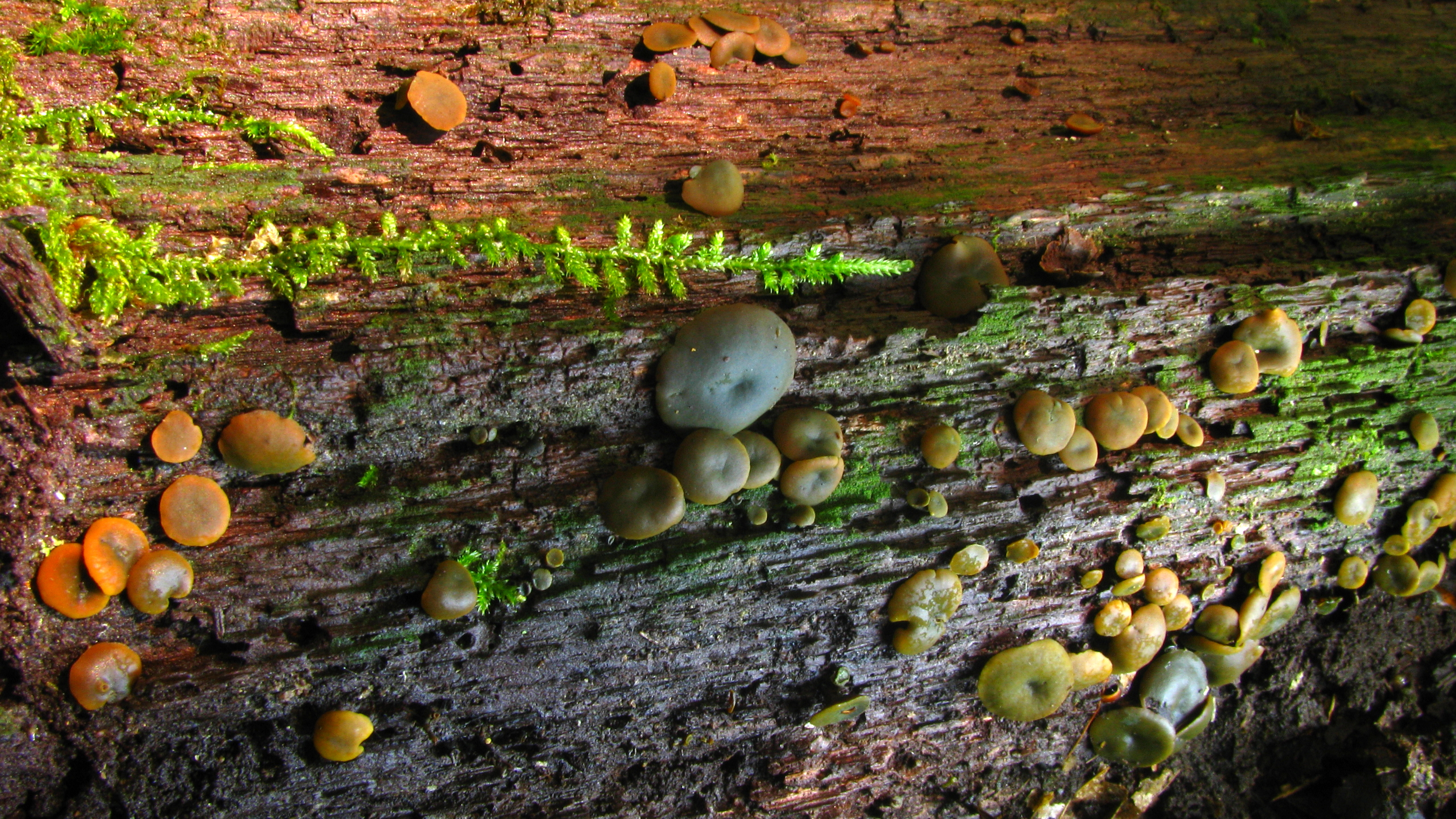
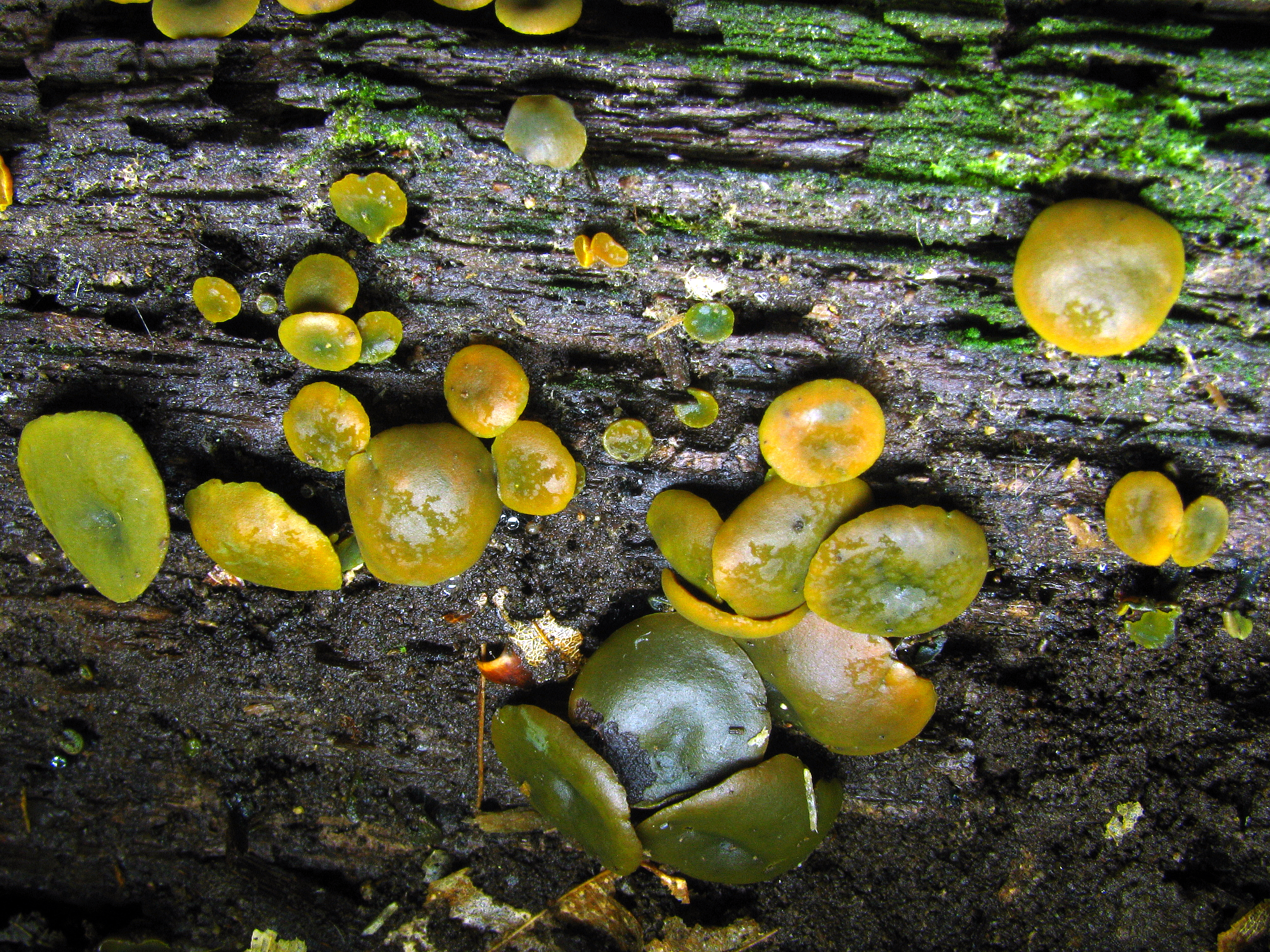
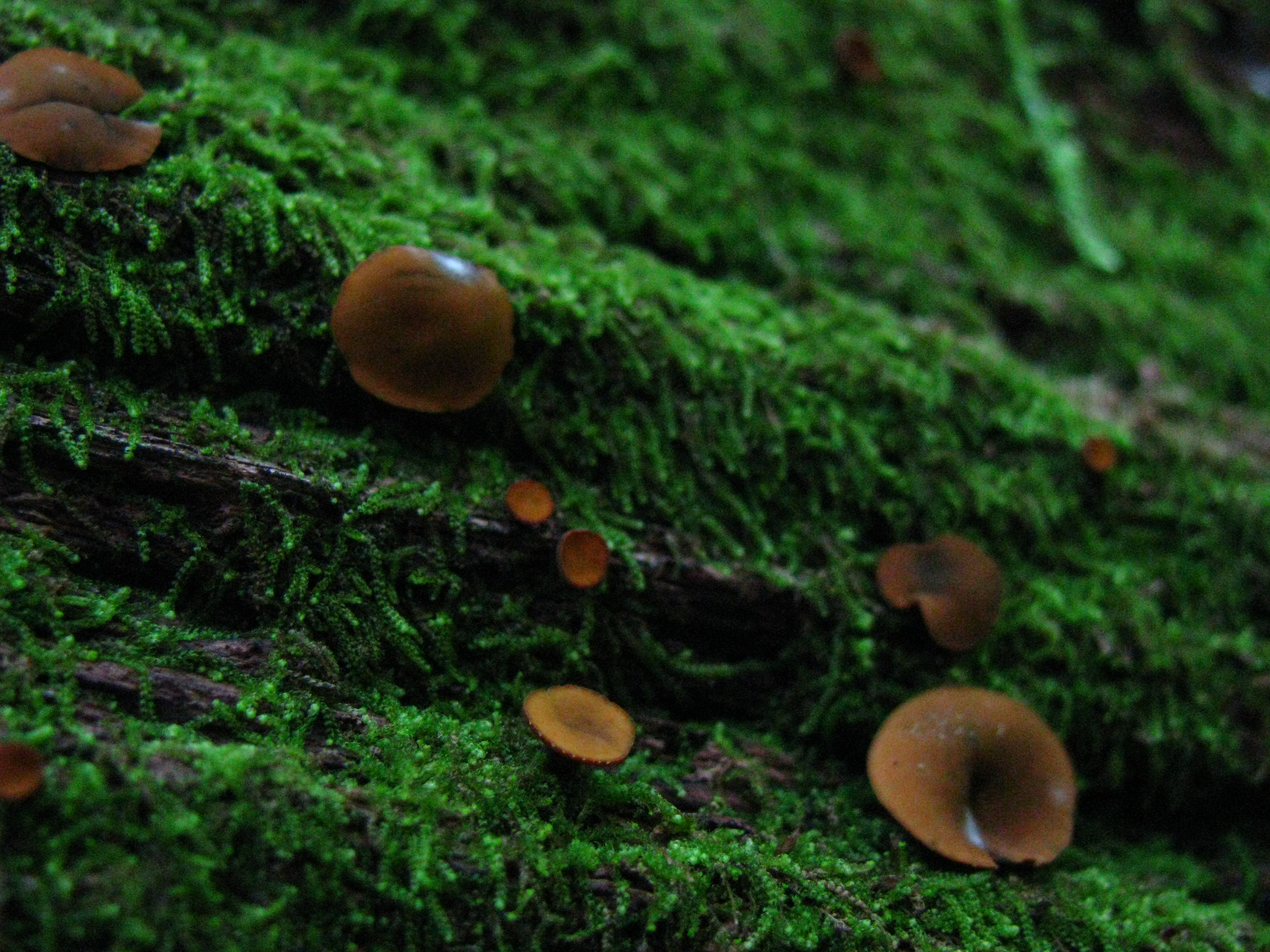
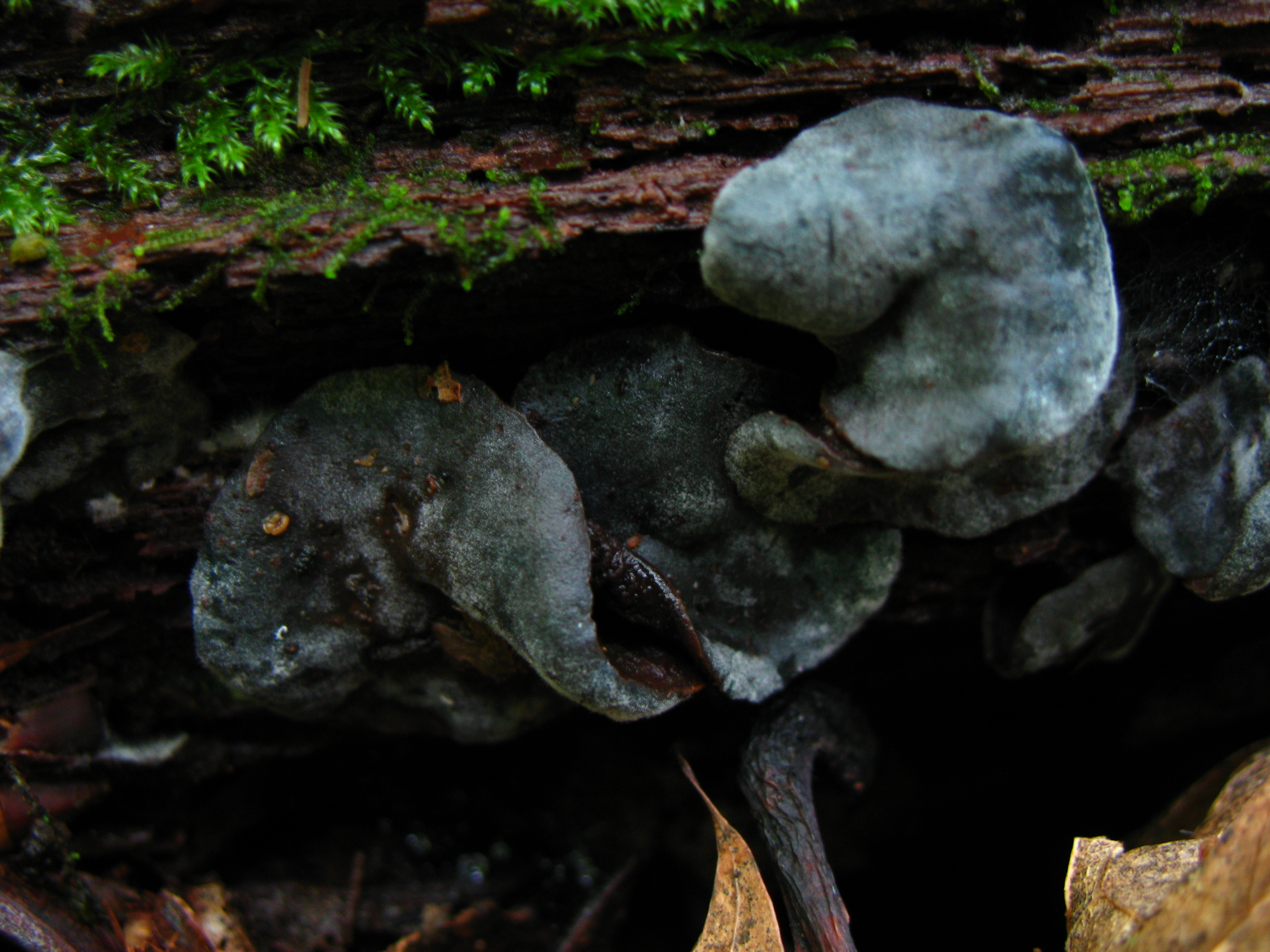
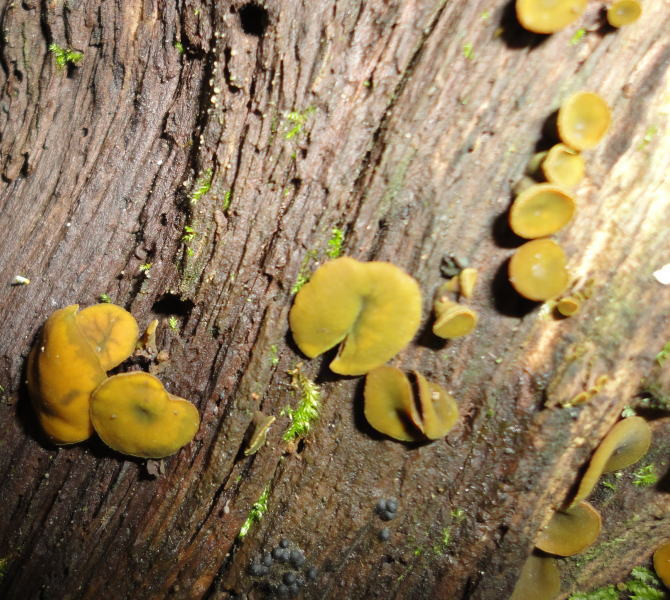
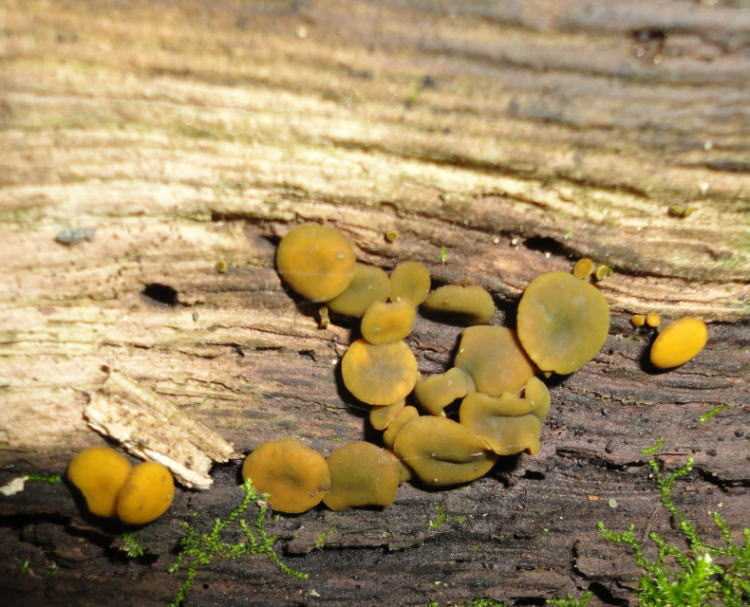
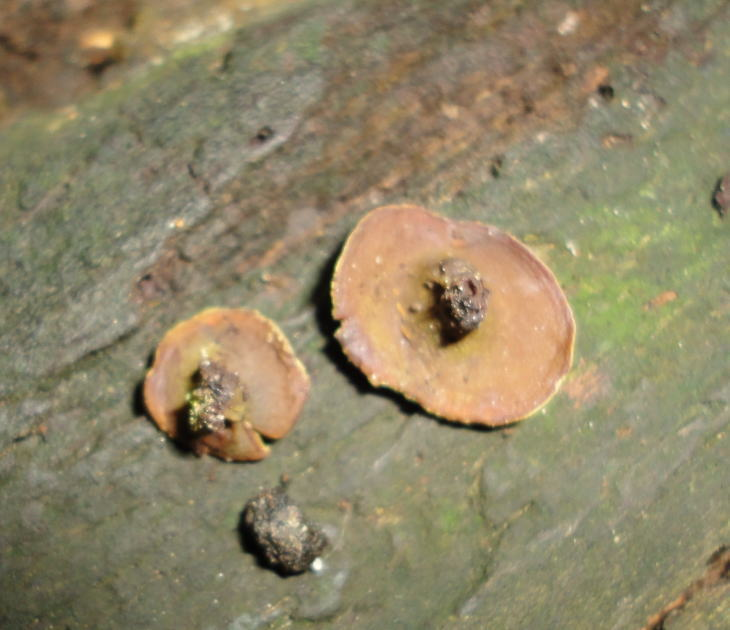